# Days of '49 (1924)

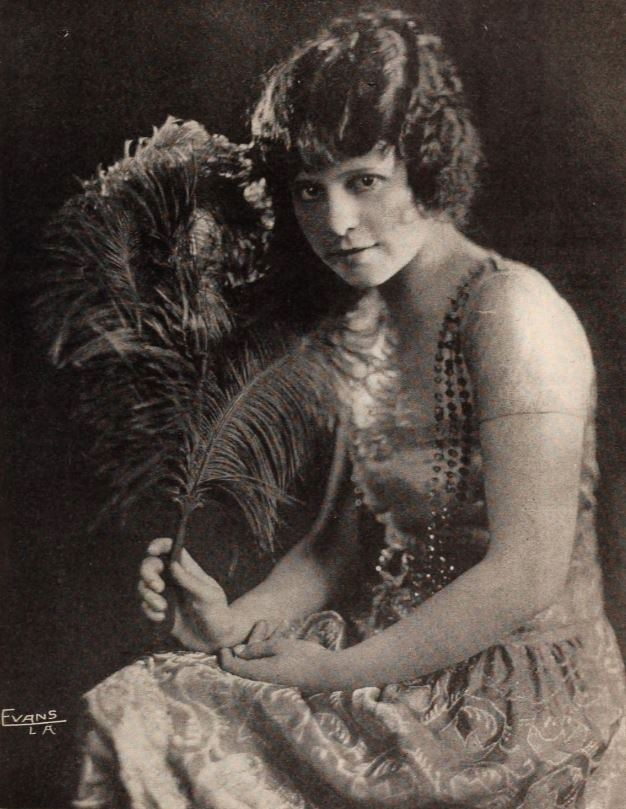
Neva Gerber, atriz do seriado

Days of '49 é um seriado estadunidense de 1924, gênero Western, dirigido por Jacques Jaccard, em 15 capítulos, estrelado por Neva Gerber e Edmund Cobb. Produzido pela Wild West Productions & Arrow Film Corporation, distribuído pela Arrow Film Corporation, veiculou nos cinemas estadunidenses entre 15 de março e 21 de junho de 1924.
Em novembro de 1924, a Arrow Film Corporation distribuiu uma versão reduzida, em forma de filme com 70 minutos, sob o título California in '49.
Há um curta-metragem homônimo, produzido em 1913 pela Kay-Bee Pictures & Mutual Film Corporation.

## Sinopse
O seriado conta um pouco do início da história da Califórnia - um período de cavalheirismo, intriga e romance. Na década de 1840, Neva Gerber (como Sierra Sutter) é uma menina simples, e seu pai Charles Brinley (como John Sutter) é dono de um grande pedaço de terra, onde posteriormente seria o estado da Califórnia. Mas, John Sutter cai sob o feitiço da vamp Ruth Royce (como Arabella Ryan). que está ligada a Wilbur McGaugh (como Marsdon); juntos, eles querem usurpar o território da Califórnia e criar um Império do Mal no oeste. Gerber é apaixonada pelo romântico aventureiro Edmund Cobb (como Cal Coleman); juntos, eles constroem um pedaço da história da Califórnia.

## Elenco
1. Neva Gerber	 ...	Sierra Sutter
2. Edmund Cobb	 ...	Cal Coleman
3. Charles Brinley	 ...	John Sutter
4. Wilbur McGaugh	 ...	Marsdon
5. Ruth Royce	 ...	Arabella Ryan
6. Clark B. Coffey	 ...	Juiz William T. Coleman
7. Yakima Canutt
8. Elias Bullock[4]
9. Al Hoxie	 	...	Chefe índio

## Capítulos
1. Soldiers of Fortune
2. Red Men and White
3. A Night of Terror
4. The Empire Builders
5. A Web of Lies
6. Demetroff's Vow
7. Facing Death
8. Under the Bear Flag
9. A Ride of Peril
10. Yellow Metal and Blue Blood
11. Gold Madness
12. Crimson Nights
13. Vigilante's Justice
14. For Life and Love
15. Trail's End